# Massacre de Monchio, Susano et Costrignano
Invasion de la Sicile
- Lampedusa
- Corkscrew
- Mincemeat
- Barclay
- Animals
- Chestnut
- Narcissus
- Fustian
- Ladbroke
- Gela
- Troina
- Centuripe

Invasion de l'Italie
- Baytown
- Avalanche
- Rome
- Slapstick
- Armistice de Cassibile
- Achse
- Naples
- Bombardement du Vatican
- Ligne Volturno
- Libération de la Corse
- Ligne Barbara
- Bombardement de Bari

Ligne Gustave
- Ligne Bernhardt
- Raincoat
- San Pietro Infine
- Rivière Moro
- Ortona
- Rivière Rapido
- Monte Cassino
- Shingle
- Cisterna
- Diadem
- Strangle
- Ligne Trasimene
- Libération de Rome
- Ancône
- Brassard

Ligne gothique
- Rimini
- Saint-Marin
- Gemmano
- Montecieco
- Monte Castello
- Garfagnana

Offensive du printemps 1945
- Tombola
- Bowler
- Roast
- Bologne
- Argenta Gap
- Herring
- Collecchio

Guerre civile italienne
Le massacre de Monchio, Susano et Costrignano (hameaux de la commune de Palagano au sud-est de Modène dans l'Italie du nord) a eu lieu le 18 mars 1944 : cette exécution de 136 civils a été perpétrée par l'armée allemande en représailles à l'action de la Résistance italienne qui s'intensifie.

## Historique
Le massacre de Monchio, Susano et Costrignano a été accompli par deux compagnies de la division Hermann Goering commandées par le capitaine Christian von Loeben en représailles à des attaques des Résistants ayant tué un officier et deux soldats allemands .
Au total 136 personnes ont été abattues. On a dénombré ce jour-là 129 morts : 71 à Monchio, 34 à Costrignano et 24 à Susano, auxquels s'ajoutent 7 autres civils tués peu après. Parmi les morts se trouvaient 6 enfants de moins de 10 ans, 7 adolescents de moins de 16 ans, 7 femmes dont une au dernier mois de sa grossesse, et 20 personnes de plus de soixante ans, dont un demi-paralysé.
L'événement a peu marqué la mémoire collective italienne : une stèle a été érigée en 1950 mais c'est seulement en 1984 après des polémiques que le souvenir a été honoré avec l'érection d'un Christ de la fraternité puis dans les années 1990 la création d'un parc de la mémoire.
Un film auto-produit, Sopre Le Nuvole de Sabina Guigli et Ricardo Stefani, a été tourné sur ce massacre méconnu et présenté en avant-première au festival du film Italien d'Ajaccio en octobre 2009 .
En 2005, une action en justice a été intentée par les familles des victimes contre les soldats allemands et un procès s'est ouvert à Vérone en octobre 2009.
Ce massacre de masse a été le premier d'une longue série qui a ensanglanté le nord de l'Italie, en 1944, voir par exemple: 
- 13 avril 1944 Stia (Arezzo) 108 victimes au hameau de Valluciole [5]

- 16 avril 1944 San Severo (Arezzo) 17 victimes
- 29 juin 1944 Civitella in Val di Chiana (Arezzo) 189 victimes
- 29 juin 1944 Guardistallo (Pisa) 63 victimes
- 12 juillet 1944 Cavriglia (Arezzo) 212 victimes
- 14 juillet 44 San Polo (Arezzo) 48 victimes
- 12 août 1944 Sant'Anna di Stazzema (Versilia) 560 victimes

## Sources
- (it) Cet article est partiellement ou en totalité issu de l’article de Wikipédia en italien intitulé « Strage di Monchio, Susano e Costrignano » (voir la liste des auteurs).